# 韩渎
韩渎（10世纪—11世纪），北宋政治人物。
宋仁宗明道二年（1033年）被宰相李迪除授为台官，为殿中侍御史。言官认为按祖宗之法，台官应该由皇帝由内廷直接发出的诏谕任命。数月后，吕夷简复入为宰相，因而在仁宗面前议及此事。仁宗说：“祖法不可坏。宰相自用台官，则无人敢言宰相过失了。”李迪等都惶恐，于是韩渎等都被出为外官，仁宗下诏：“从此若台官有缺，非中丞、知杂保荐的，不得除授。”十二月，韩渎被出知岳州。
后又为侍御史。先前，闰年记录州县赋入的实行簿被废除。景祐二年（1035年）正月，韩渎上言：“天下赋入繁多，只有‘催科’一簿（每年一修的空行簿），一旦有所散失，则耗登之数无从查考。请复置实行簿。”仁宗下诏令每闰年一造实行簿。但到庆历年间，又恢复了。
三年（1036年）五月，吏部员外郎、权知开封府范仲淹被吕夷简以越职言事、荐引朋党、离间君臣之罪名，罢为知饶州。韩渎希其旨，请求将范仲淹朋党写下来在朝堂上揭发，以为百官越职言事之戒。秘书丞余靖、太子中允尹洙、馆阁校勘欧阳修都受牵连被贬。
韩渎后来曾任转运使，急于牟利，将薪柴牧草、蔬果之类都算入牟利之列。康定元年（1040年）四月，这些项目被枢密直学士、知益州任中师上奏废除。